# Acanthodelta obscurior
Acanthodelta obscurior är en fjärilsart som beskrevs av Embrik Strand 1914. Acanthodelta obscurior ingår i släktet Acanthodelta och familjen nattflyn. Inga underarter finns listade i Catalogue of Life.